# Валентина Зенере
Валентина Зенере (шп. Valentina Zenere; рођена 15.јануар, 1997. Буенос Ајрес), аргентинска је глумица, певачица и модел. Валентина је стекла међународну популарност као Амбар Смит у теленовели Soy Luna (Ја сам Луна). Амбар у серији носи надимак "краљица писте" ("la reina del pista"), те тај назив наставља да прати Валентину у даљој каријери. Такође се прославила серијом Aliados у којој глуми Мару. Три пута је освојила награду за омиљену негативну улогу на Kids Choice Awards-у и номинована за исту 2017. године.

## Филмографија
| Улоге Валентине Зенере |              |               |                              |          |
| Година                 | Српски назив | Изворни назив | Улога                        | Напомена |
| 2010.                  |              | Casi ángeles  | Алај Инћаусти/Моралес Рамеро |          |
| 2011.                  |              | Los únicos    | Ђесика Сервантес             |          |
| 2013—2014.             |              | Aliados       | Мара Улоа                    |          |
| 2016. - 2018.          | Ја сам Луна  | Soy Luna      | Амбар Смит                   |          |